# Lescar

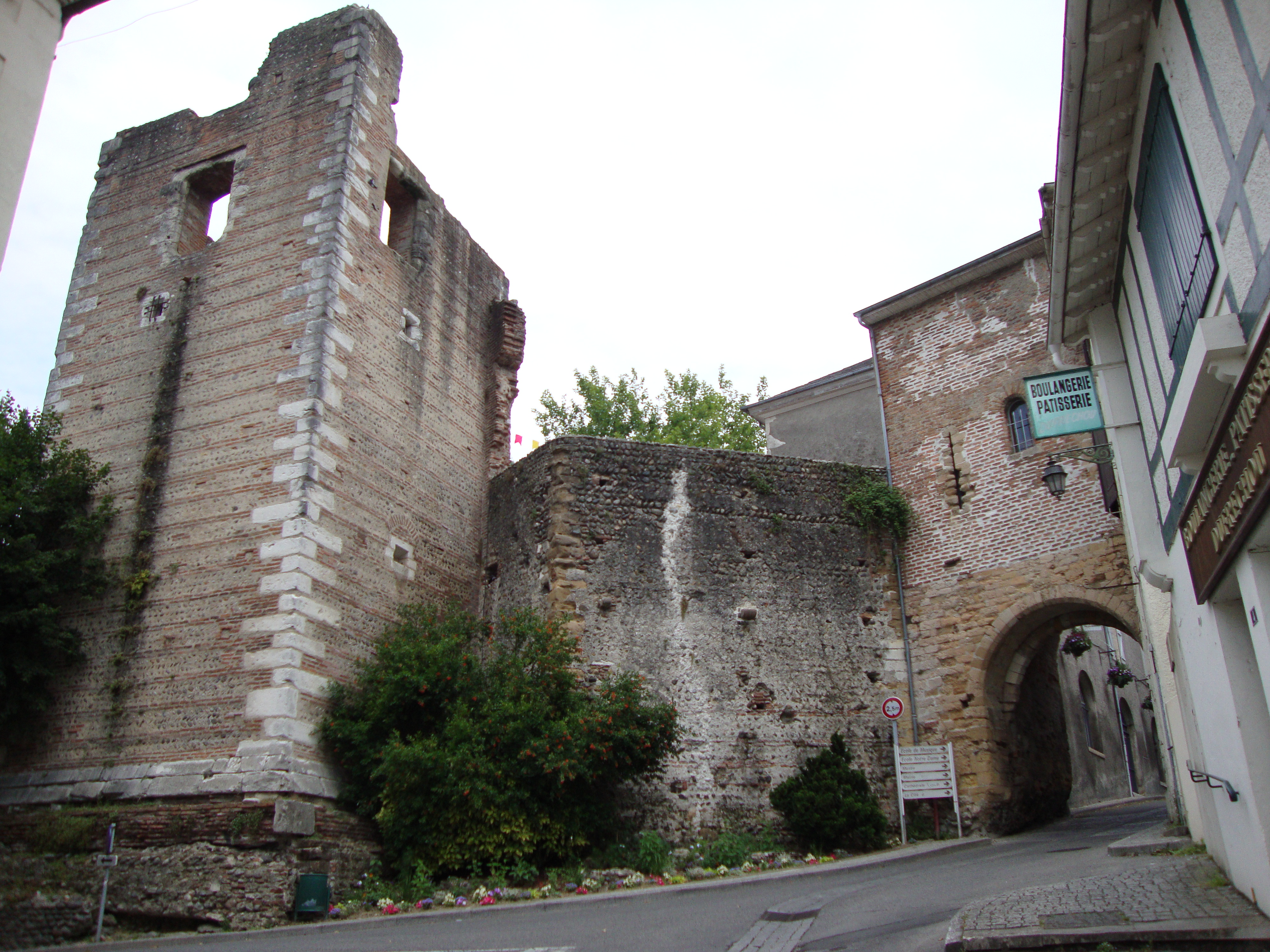
Lescar – Stadttor und Turmruine

Lescar ist eine Kleinstadt und eine südwestfranzösische Gemeinde mit 9.540 Einwohnern (Stand 1. Januar 2022) im Département Pyrénées-Atlantiques in der Region Nouvelle-Aquitaine. Die Stadt war jahrhundertelang Bischofssitz; außerdem war sie eine wichtige Station am Jakobsweg (Via Tolosana).

## Lage und Klima
Die Kleinstadt Lescar liegt an einem Nebenarm der Gave de Pau im südwestlichen Pyrenäenvorland gut 200 km südlich von Bordeaux bzw. südwestlich von Toulouse in einer Höhe von ca. 180 m. Der Wallfahrtsort Lourdes befindet sich nur ca. 50 km südöstlich und die Stadt Pau ist nur ca. 10 km entfernt. Das Klima ist gemäßigt; Regen (ca. 910 mm/Jahr) fällt übers Jahr verteilt.

## Bevölkerungsentwicklung
| Jahr      | 1800 | 1851 | 1901 | 1954 | 1999 | 2019 |
| Einwohner | 1710 | 1940 | 1554 | 1855 | 8191 | 9804 |

Trotz der – durch die Reblauskrise im Weinbau im ausgehenden 19. und die Mechanisierung der Landwirtschaft in der ersten Hälfte des 20. Jahrhunderts ausgelösten – Landflucht blieb die Einwohnerzahl der Gemeinde zunächst stabil. Die Nähe zur Stadt Pau löste jedoch seit den 1960er Jahren einen deutlichen Bevölkerungsschub aus.

## Wirtschaft
Die Kleinstadt liegt inmitten einer landwirtschaftlich intensiv genutzten Umgebung. In der Stadt selbst haben sich Kleinhändler, Handwerker und Dienstleistende aller Art niedergelassen. In Lescar gibt es einen Bahnhof an der Strecke Toulouse – Bayonne; auch Anschlüsse an die A 64 und A 65 sind vorhanden.

## Geschichte
Am Fuß des Hügels, auf dem der heutige Ort Lescar liegt, befand sich in der Spätantike das Oppidum Beneharnum als Hauptstadt des Béarn. Nach der Zerstörung der Stadt durch die Wikinger (um 841) war das bereits im 5. oder 6. Jahrhundert gegründete Bistum für etwa 200 Jahre vakant und Morlaàs wurde die neue Hauptstadt. Eine neue Siedlung unter dem Namen Lescar entwickelte sich im 11. Jahrhundert auf dem Hügel. Der Bischof von Lescar war der Vorsitzende der États de Béarn; die Könige von Navarra aus dem Haus Albret wählten die Kathedrale als Grablege.

## Sehenswürdigkeiten
Hügel
- Die ehemalige Kathedrale (Cathédrale Notre-Dame-de-l’Assomption) ist der Himmelfahrt Mariens geweiht; ihr Baubeginn lag im Jahr 1120, doch gab es in späterer Zeit wiederholte Veränderungen. Die Kirche wurde zur Zeit der Königin Johanna III. von den Hugenotten geplündert. Restaurierungsarbeiten im 17. und 18. Jahrhundert retteten den romanischen Chor. In der Kathedrale wurden die Könige Franz Phoebus († 1483) und Katharina von Navarra († 1517), deren Sohn Heinrich II. von Navarra († 1555) sowie dessen Ehefrau, die Dichterin Margarete von Navarra († 1549), bestattet.[3] Das Bauwerk ist bereits seit dem Jahr 1840 als Monument historique anerkannt.[4]

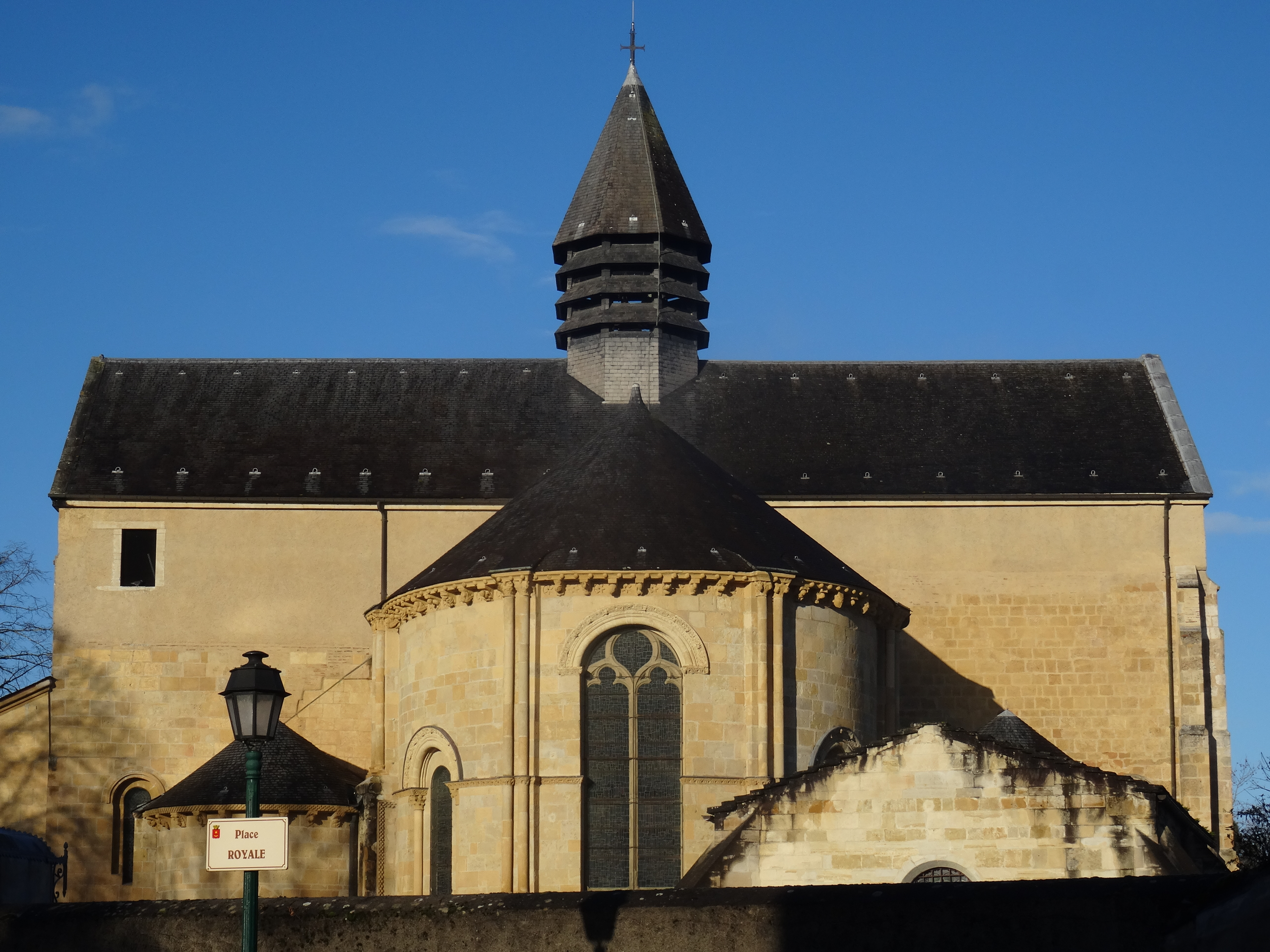
Ehemalige Kathedrale
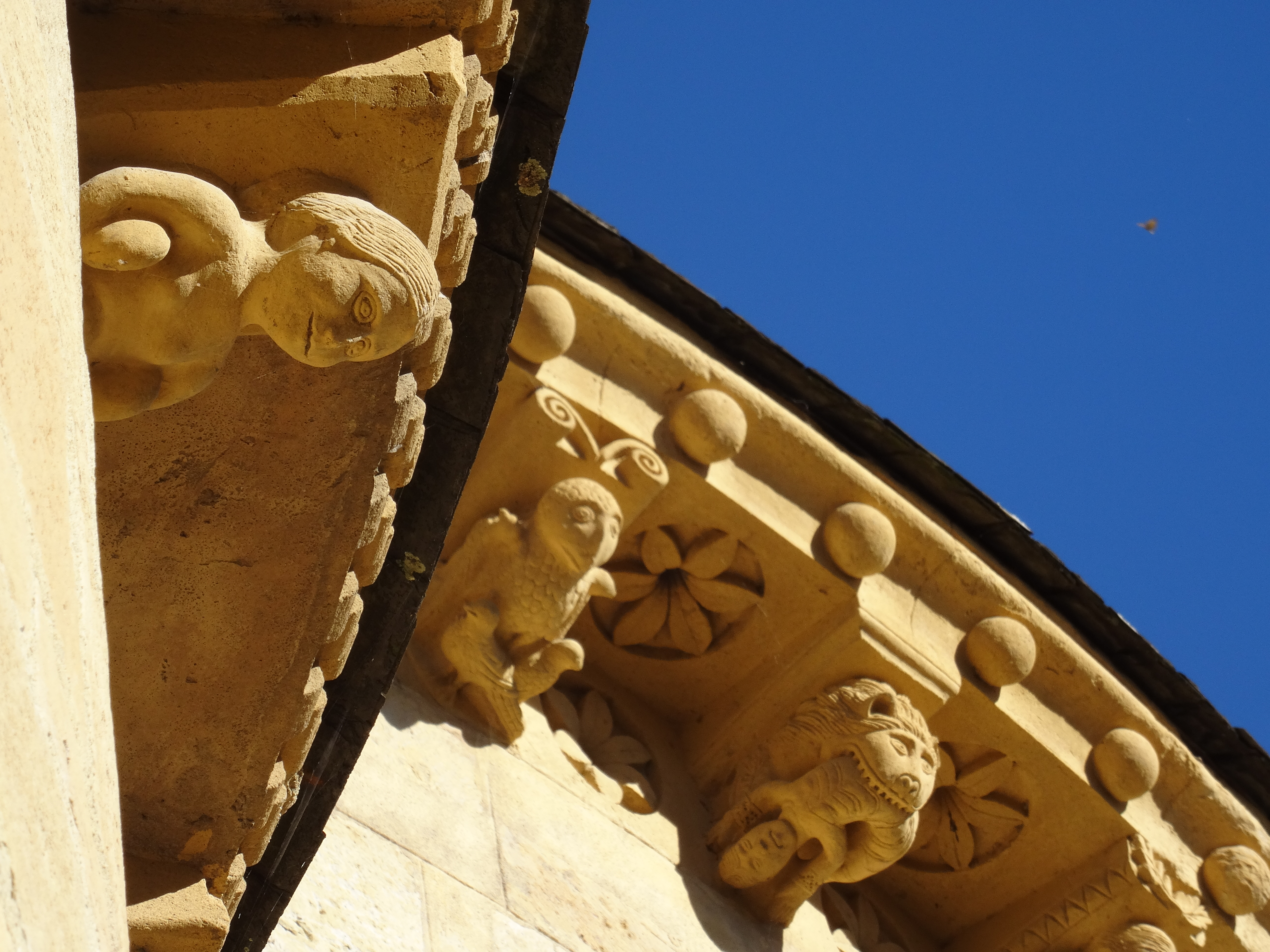
Konsolenfries unter der Traufe der Apsis
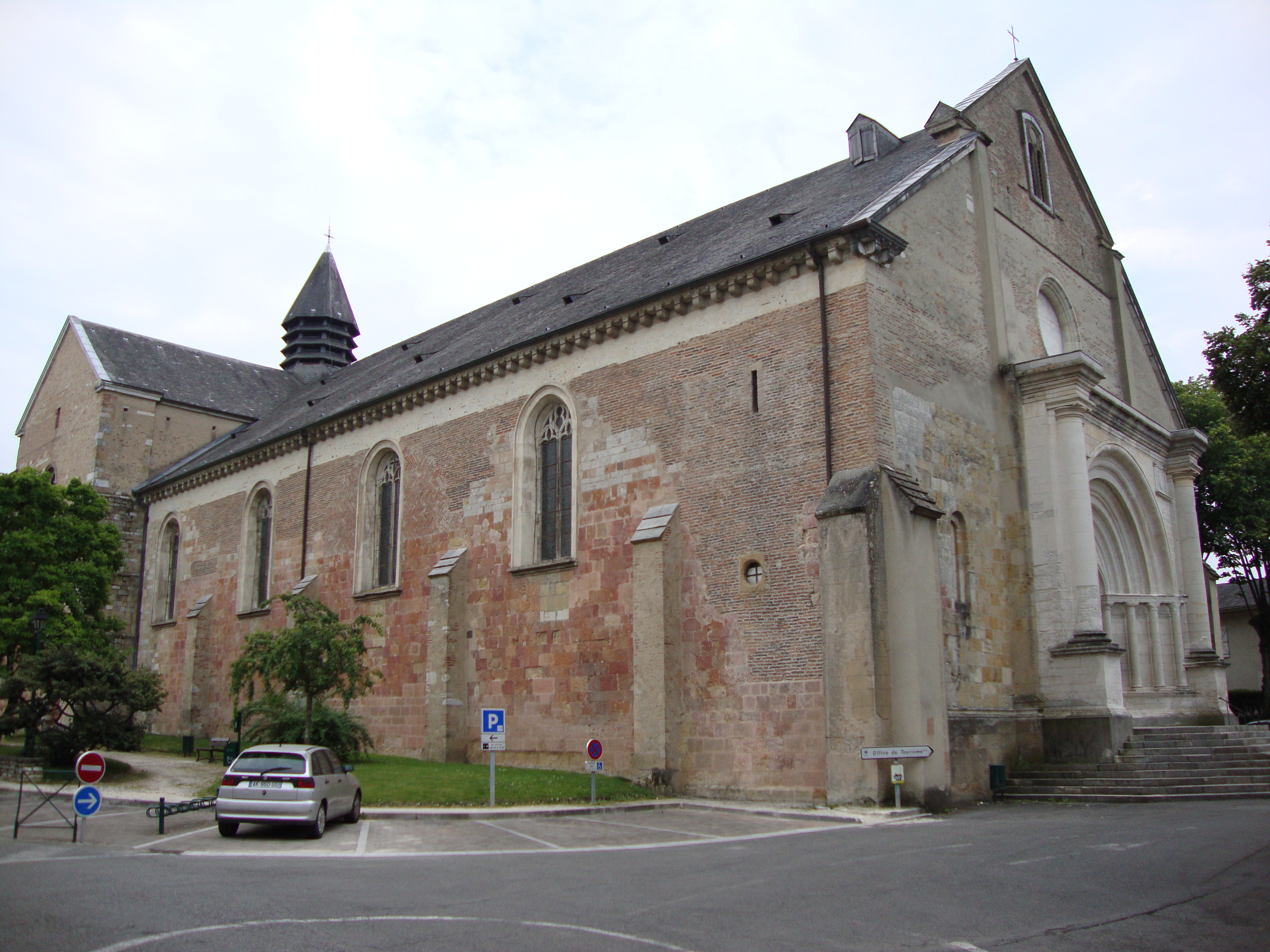
Nordseite
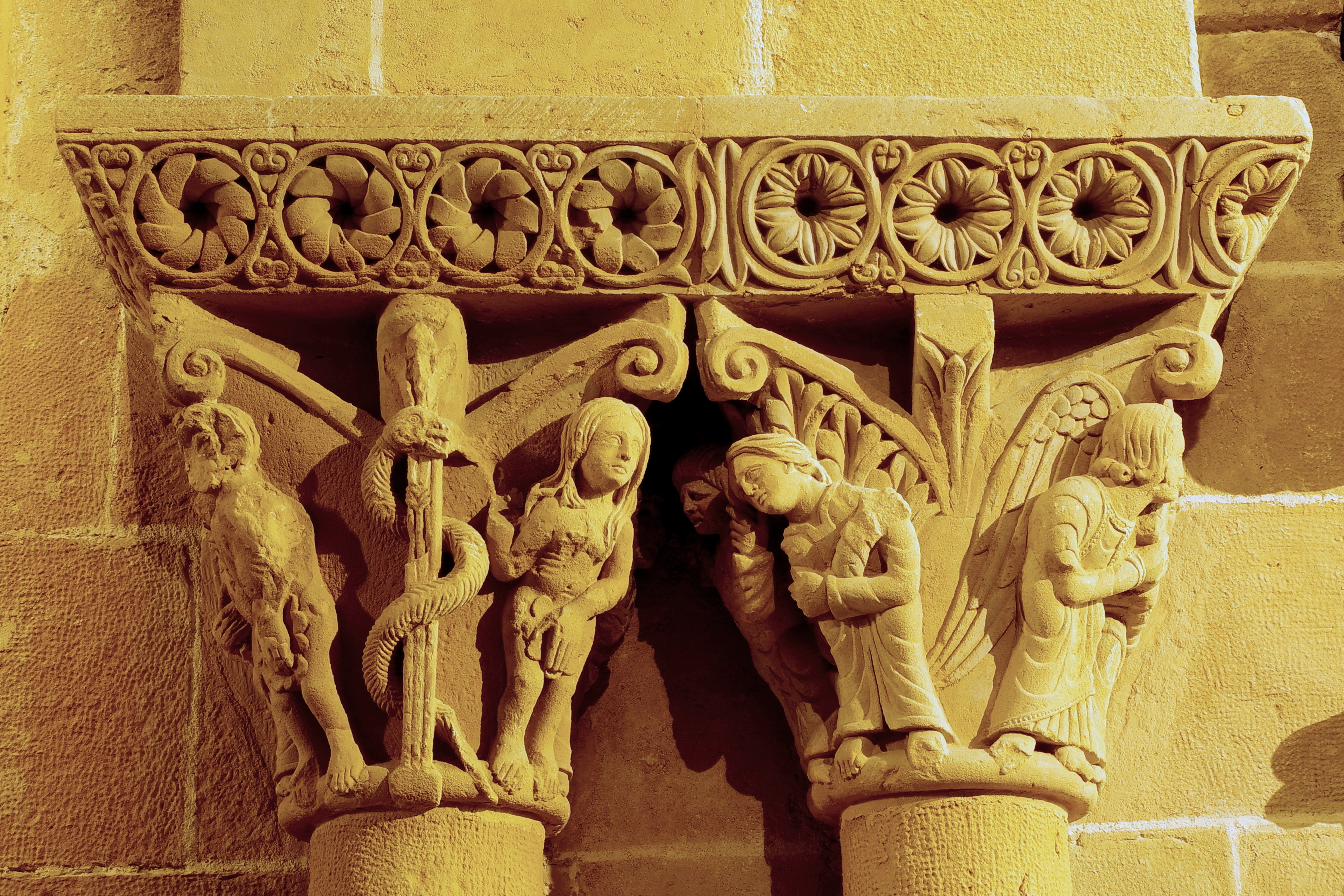
Kapitelle mit Sündenfall und Vertreibung aus dem Paradies
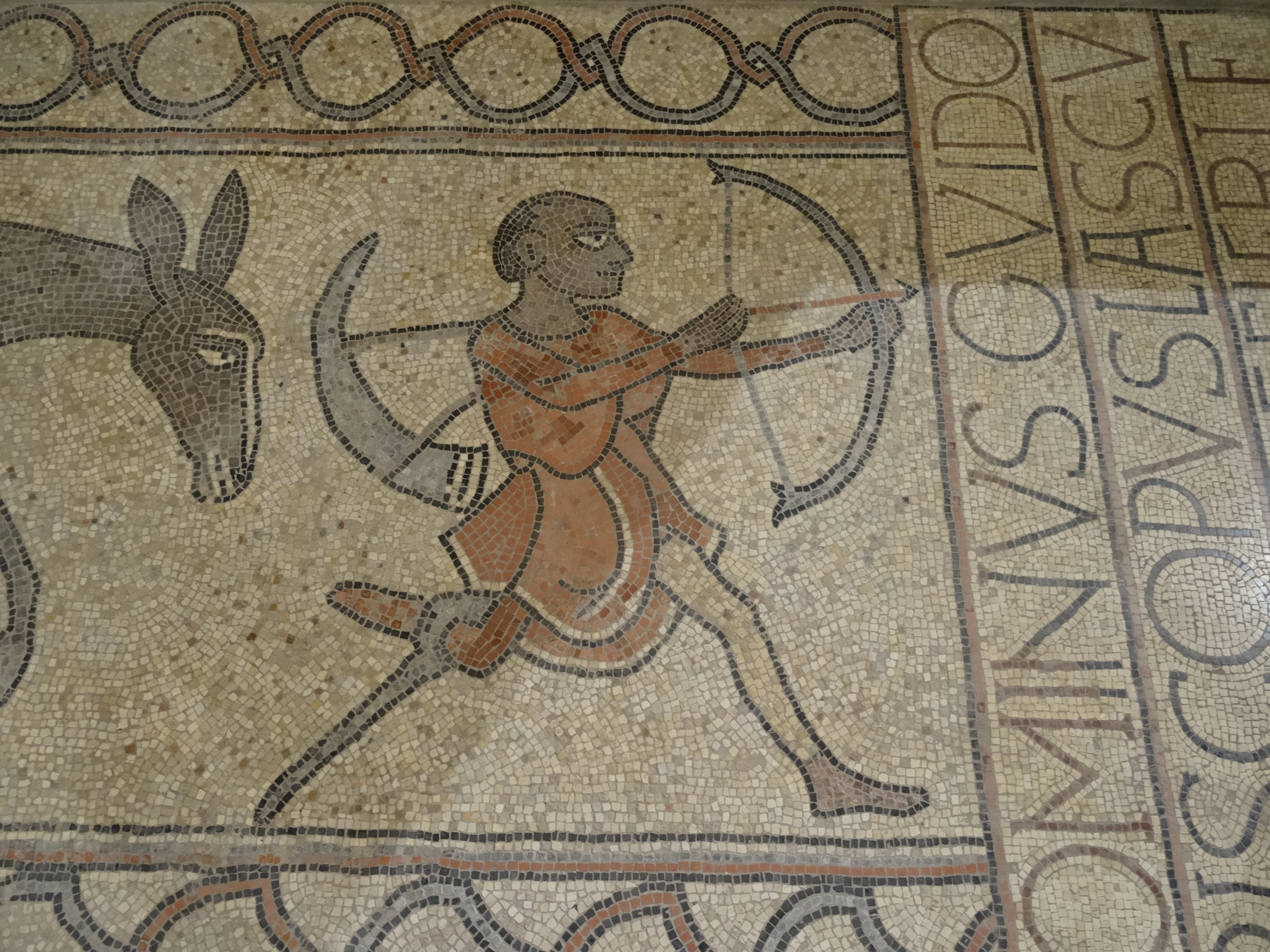
Mosaik mit einbeinigem Jäger

- Vom ehemals angrenzenden Klosterbezirk aus dem 16./17. Jahrhundert steht nur noch das Pfarrhaus (presbytère).
- Das Musée de Lescar zeigt einige archäologische Fundstücke aus Beneharnum.[5]
- Teile der mittelalterlichen Stadtmauer sind erhalten, darunter ein als Monument historique anerkanntes Stadttor[6] sowie der Tour de l’Esquirette[7].

Ebene
- Die Kirche St.-Julien mit ihrem hohen Glockengiebel (clocher mur) stammt aus dem 16. Jahrhundert und steht am Ortsrand auf dem Friedhof.
- Im Flachland zu Füßen des alten Stadtzentrums gibt es mehrere Grabhügel (tumuli) aus prähistorischer Zeit.
- Aus römischer Zeit wurden die Fundamente eines Landgutes (villa rustica) sowie einer öffentlichen Thermenanlage (thermae) freigelegt.

## Städtepartnerschaften
- L’Alfàs del Pi, Provinz Alicante (Spanien)
- Sátão, Distrikt Viseu (Portugal)

## Persönlichkeiten
- Hl. Julianus von Lescar († um 505), 1. Bischof der Stadt
- Hl. Galactorius von Lescar († um 510), 2. Bischof der Stadt
- Nicolas Des Gallars (1520–1581), französisch-schweizerischer Geistlicher und Hochschullehrer